# Čuperkasti karanfil
Čuperkasti karanfil (lat. Dianthus armeria), jedna od tristotinjak vrsta karanfila, porodica klinčićevke, raširen širom Europe i introducirana po mnogim zemljama svijeta. U Hrvatskoj je poznata i kao majke božje suzice i klinčac kosmati. 
To je jednogodišnja ili devogodišn ja biljka, koja se često uzgaja kao ukrasna biljka po vrtovima i cvjetnjacima. Listovi su nasuprotni, stabljika uspravna i čvrsta, ispod listova prekrivena bijelim dlačicama, inače gola.